# 닥터 옐로우

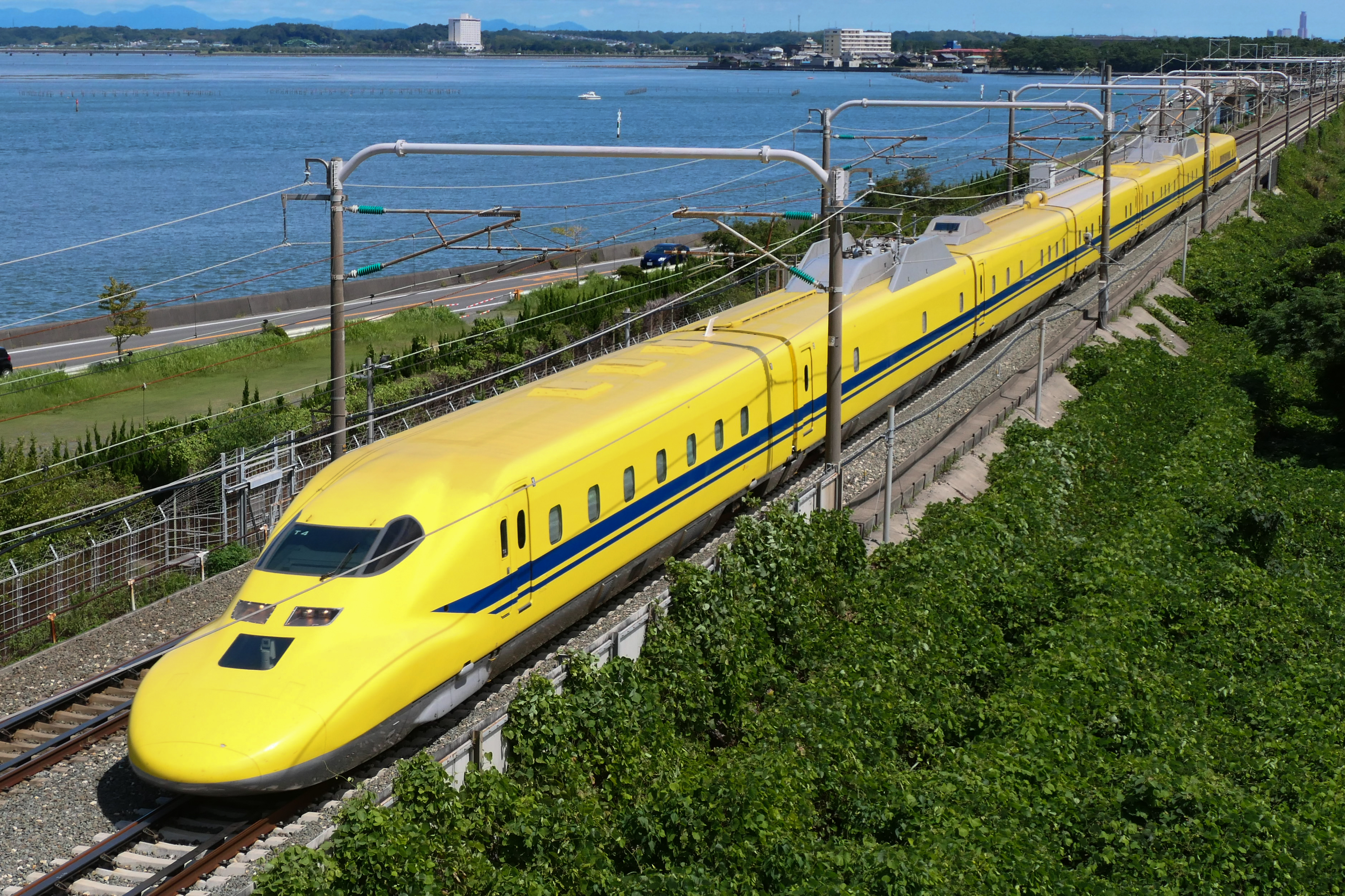
도카이 여객철도 소속 923형 닥터 옐로우 T4편성 (퇴역)

닥터 옐로우(일본어: ドクターイエロー 도쿠타아이에로오[*])는 신칸센 검측 차량의 총칭으로 주로 신칸센의 궤도, 전기 장비 및 신호 장비를 확인하는 차량이다.

## 개요
정식 명칭은 신칸센 전기궤도 종합시험차(일본어: 新幹線電気軌道総合試験車 신칸센덴키키도오 소오고오시켄샤[*])으로 차량 구별을 위해 노란색을 사용하고 있다
도호쿠 신칸센 구간은 동일본여객철도에서 이스트 아이란 열차를 운행하고 있으며 정식 명칭은 전기 궤도 종합 시험차(일본어: 電気軌道総合試験車 덴키키도오 소오고오시켄샤[*])이다.
신칸센 구간에서 선로의 결함이나 가선 상태, 신호 전류의 상황을 검측하면서 주행 시 궤도, 전기, 신호를 설비하기 위한 검사용 차량이다. 닥터 옐로우의 유래는 노란색에서 유래되었다.
도카이도, 산요 신칸센, 도호쿠, 조에쓰, 호쿠리쿠, 야마가타, 아키타 신칸센 노선에서 신칸센 통합 시스템(COSMOS)으로 전송하여 승차감을 개선하고 안정적인 전류 수집기를 통해 신호 결함을 방지하기 위해 유지 보수 작업 데이터를 활용하고 있다.
차량 형식의 경우 923형 3000번대로 부여된다. 작업은 10일마다 이루어지며, 운행 시간은 대중에게 공개되지 않고 비정기적으로 운행하기 때문에 10일에 한 번 꼴로 운행한다. 닥터 옐로우 차량을 보면 행운을 부르고, 행복해진다는 열차로 알려졌다.
기본적으로 노선 점검 작업에 사용되는데, 한신·아와지 대지진에서 건설 자재를 운송까지 했다.
큐슈신칸센의 경우 검측 차량을 별도로 운용하지 않고 800계에 검측 장비를 분산 탑재하여 운행하는 동안 실시간으로 검측 데이터를 수집해 활용하고 있다.

## 닥터 옐로우 목록

### 도카이도·산요 신칸센
0계 유형
| 차호        | 도입 시기 | 운행 중단 시기 | 비고                                                               |
| ----------- | --------- | -------------- | ------------------------------------------------------------------ |
| 921형 1번대 | 1962년    | 1980년         |                                                                    |
| 921형 2번대 | 1964년    | 1976년         |                                                                    |
| T1호        | 1964년    | 1976년         | 922형 0번대 차량이자 4량 편성으로 1000형 차량을 기반으로 제작했다. |
| T2호        | 1974년    | 2001년         | 922형 10번대 차량이자 7량 편성으로 도카이 여객철도가 소유했다.     |
| T3호        | 1974년    | 2001년         | 922형 20번대 차량이자 7량 편성으로 서일본 여객철도가 소유했다.     |

700계 유형
신칸센 923형 전동차(일본어: 新幹線923形電車)는 2001년에 데뷔한 일본의 도카이도 신칸센·산요 신칸센의 닥터 옐로우 차량이다. 최고속도가 낮은 922형 차량을 대체하기 위해 700계 모델을 기반으로 제작되었다.

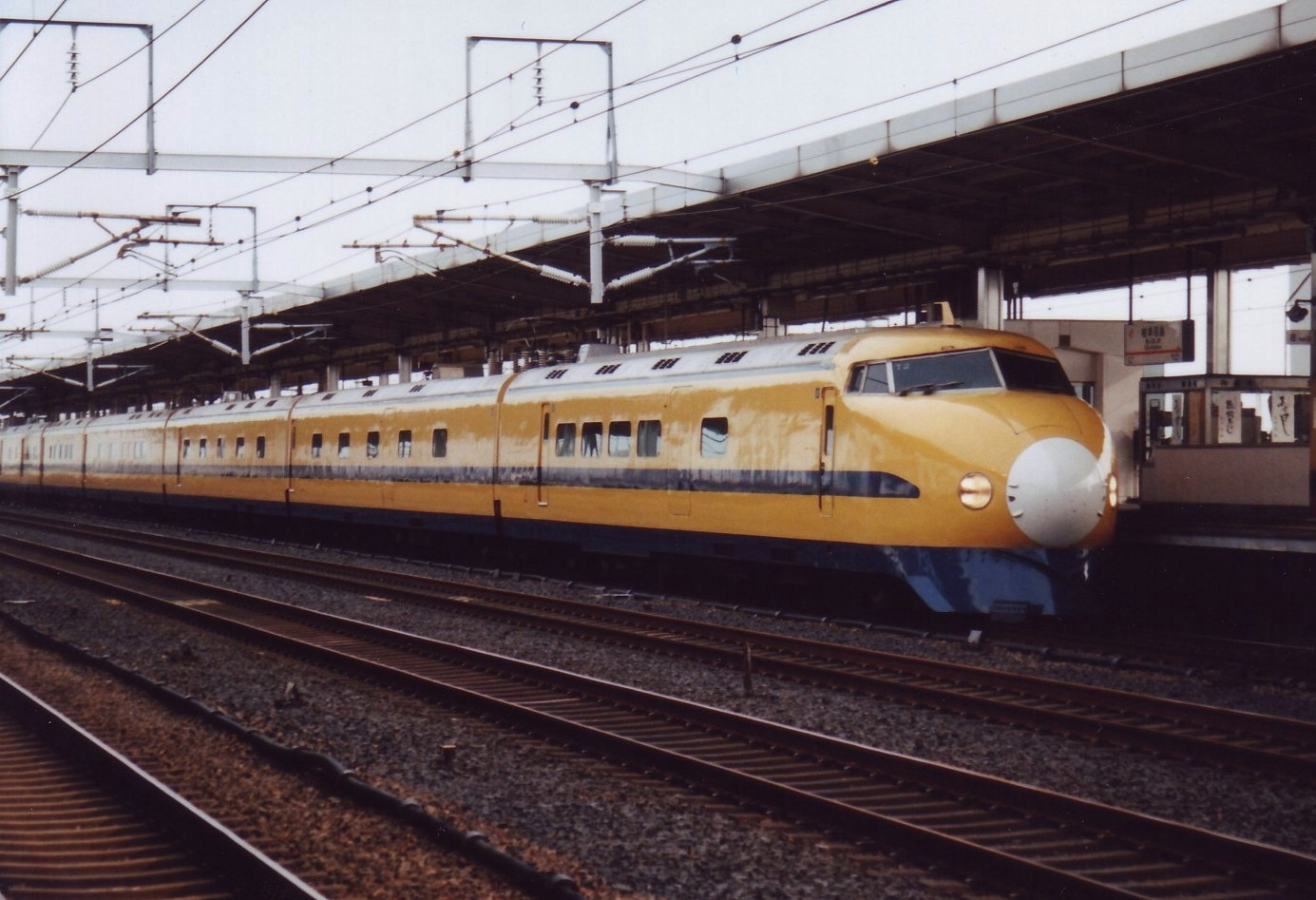
신칸센 922형 전동차 (퇴역)
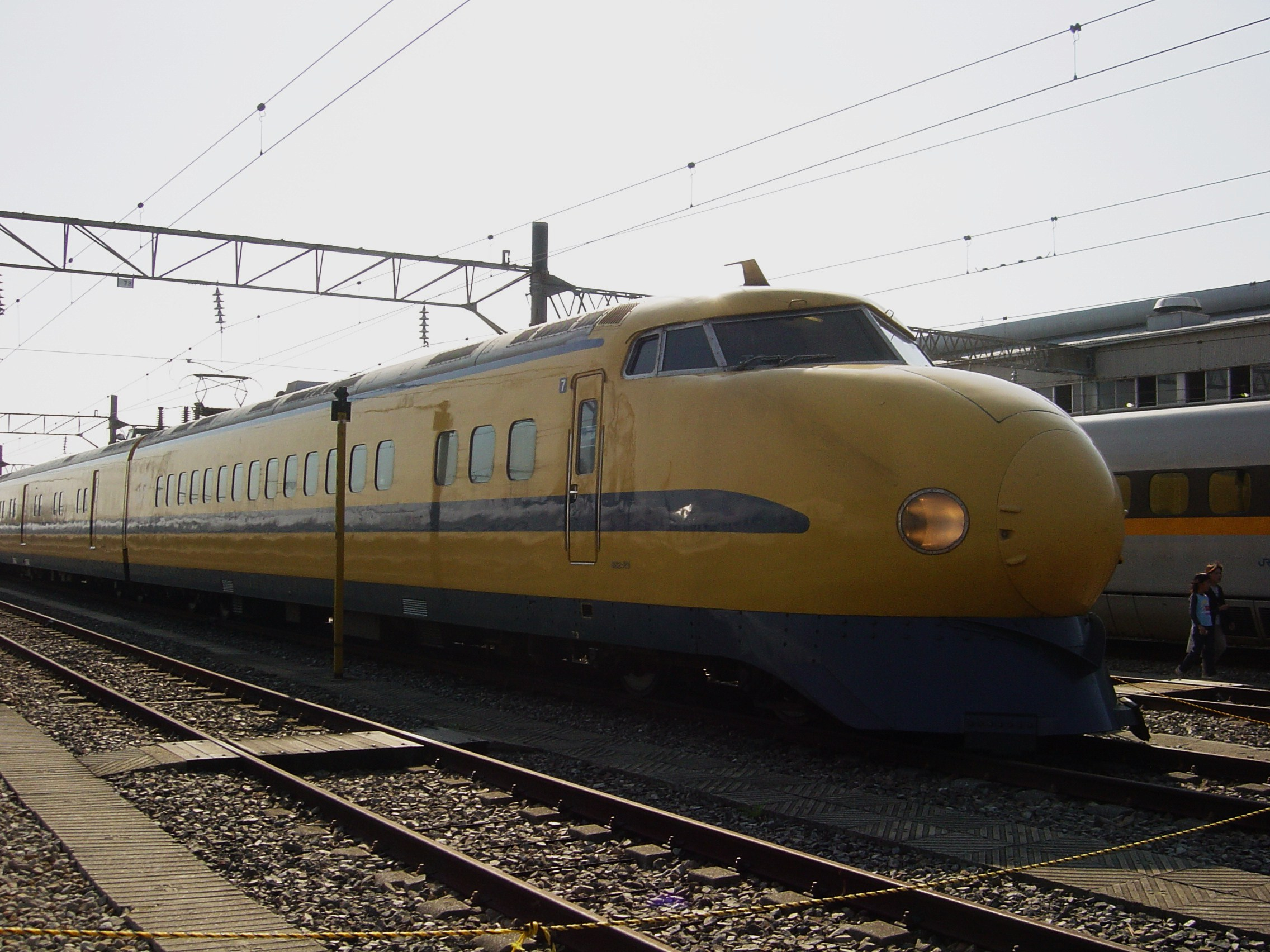
신칸센 922형 전동차 (퇴역)
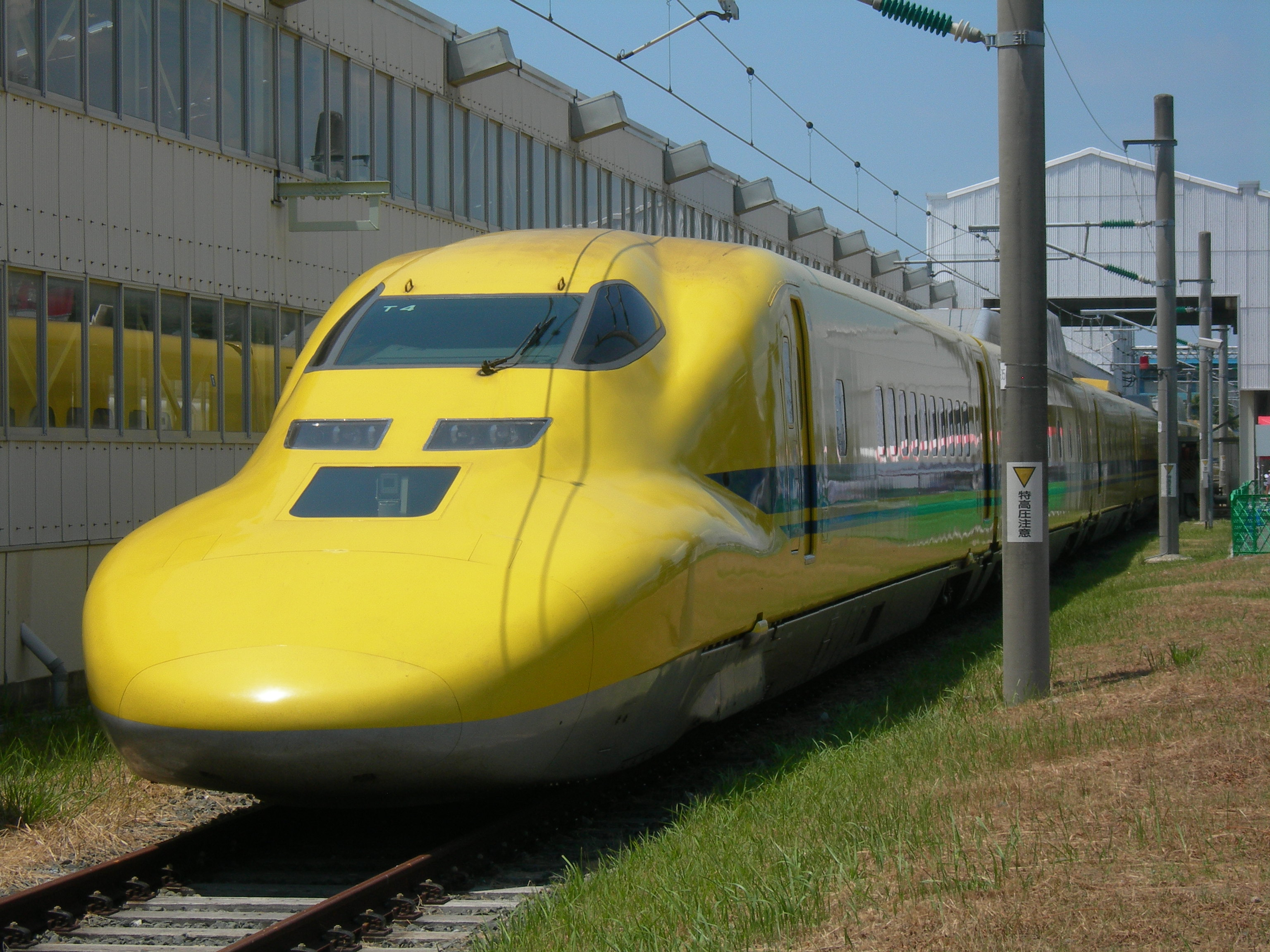
신칸센 923형 전동차 (퇴역)
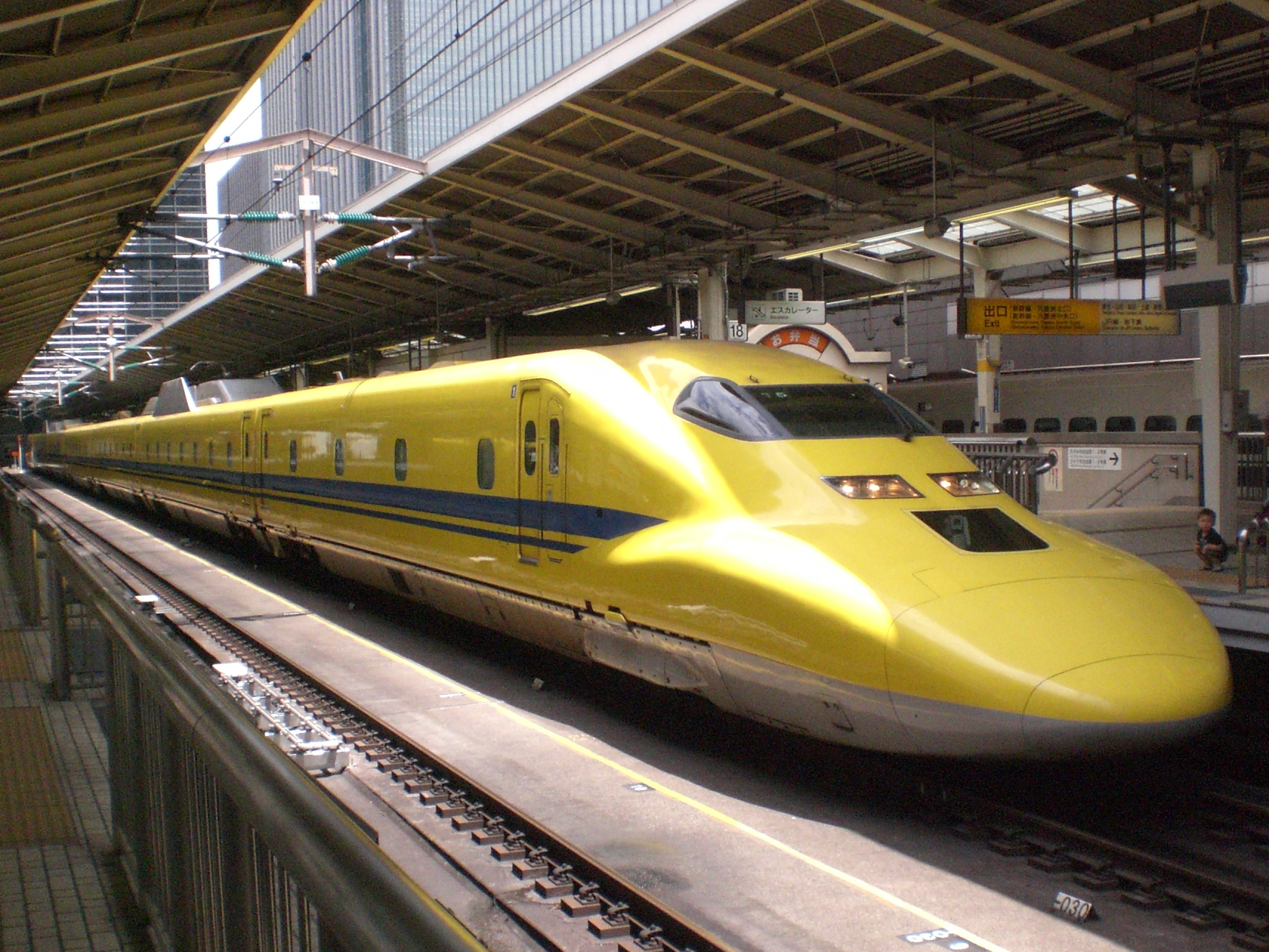
신칸센 923형 전동차

### 도호쿠,조에쓰,호쿠리쿠,야마가타,아키타 신칸센
200계 유형
| 차호 | 도입 시기 | 운행 중단 시기 | 비고                                                                    |
| ---- | --------- | -------------- | ----------------------------------------------------------------------- |
| S1호 | 1979년    | 2001년         | 7량 편성으로 동일본여객철도가 소유했다.                                 |
| S2호 | 1978년    | 2003년         | 7량 편성으로 동일본여객철도가 소유했다. 1982년에 962형 차량을 개조했다. |

E3계 유형
신칸센 E926형 전동차(일본어: 新幹線E926形電車)는 2001년에 데뷔한 일본의 도호쿠, 조에쓰, 호쿠리쿠, 야마가타, 아키타 신칸센의 이스트 아이(영어: East i) 차량이다. 최고속도가 낮은 925형 차량을 대체하기 위해를 대체하기 위해 E3계 모델을 기반으로 제작되었다.

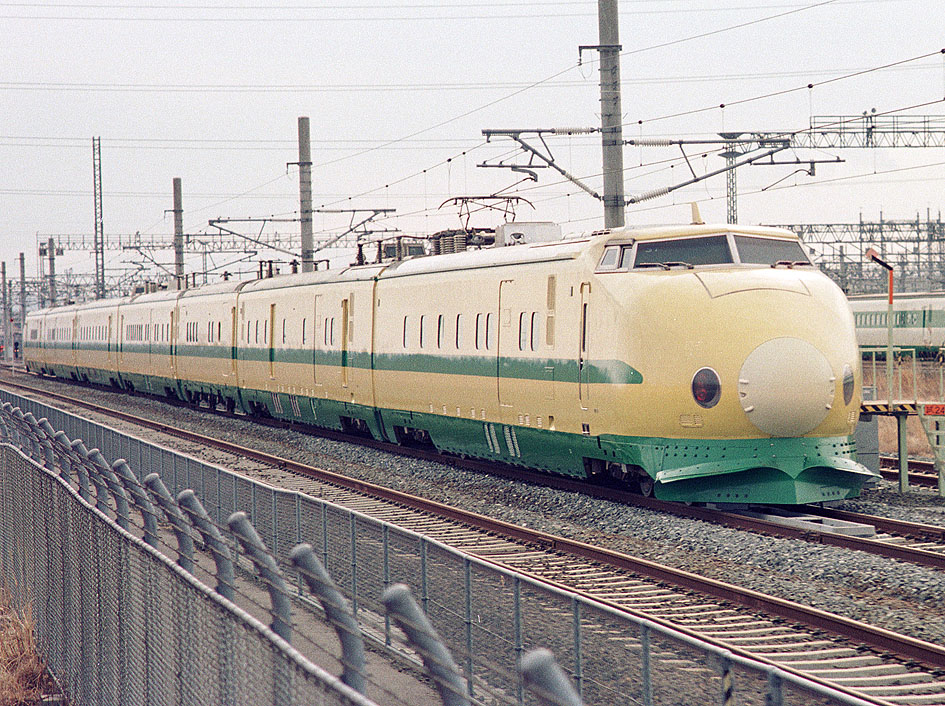
신칸센 925형 전동차 (퇴역)
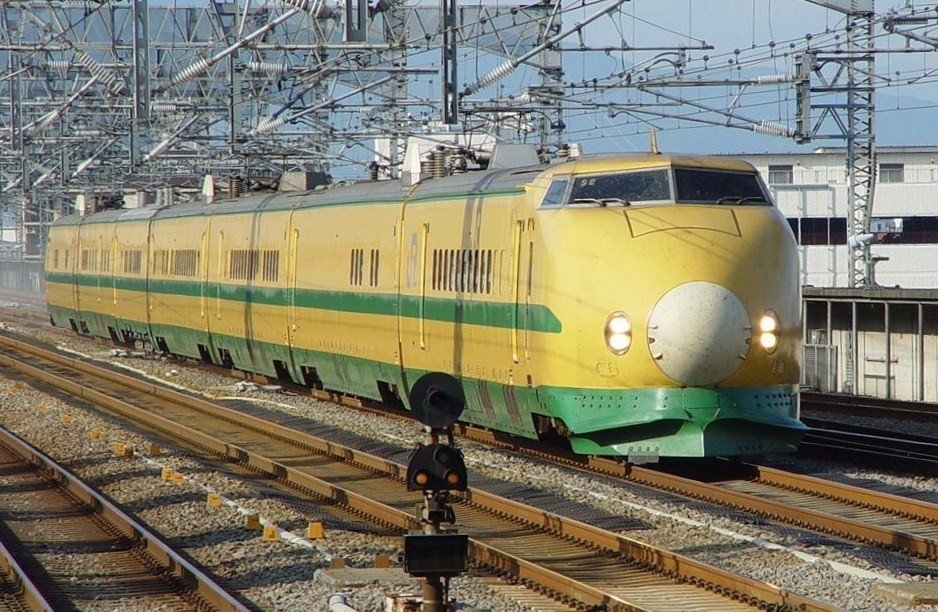
신칸센 925형 전동차 (퇴역)
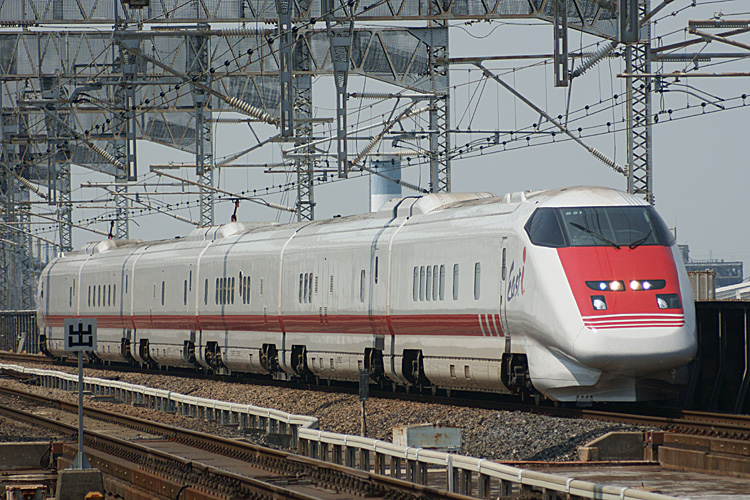
신칸센 E926형 전동차
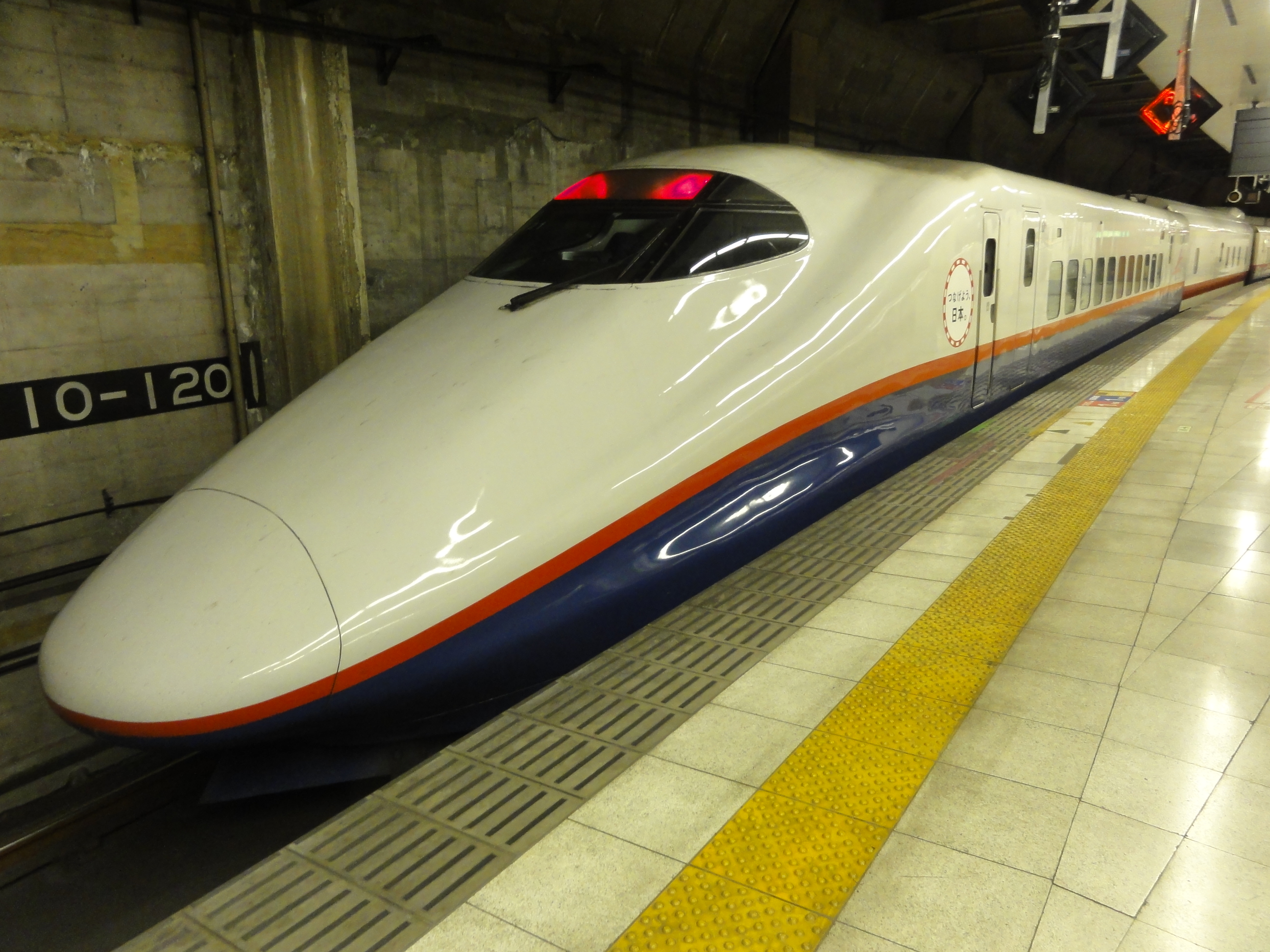
신칸센 E2계 전동차, E926-3번대 연결차

## 같이 보기
- 중국철도 CIT 열차
- 뉴메져먼트 트레인
- TGV 이리스 320